# Láhaur
Láhaur (páňdžábsky: لہور, urdsky: لاہور, anglicky: Lahore) je hlavní město provincie Paňdžáb v Pákistánu. V roce 2023 byl s více než 13 miliony obyvatel 26. největším městem světa a po Karáčí druhým největším městem v zemi. Rozloha města činí 1772 km². Průměrná nadmořská výška je 217 m n. m.

## Historie
Počátky města Láhaur sahají do starověku. podle legendy bylo město založeno před 4000 lety knížetem Lavou, synem Ramy, hrdinou starého indického eposu Ramájana. Archeologové a historikové však prokázali, že Láhaur je starý asi 2000 let. Slavný čínský poutník Süan-cang navštívil toto město v 7. století našeho letopočtu a podal o něm písemné svědectví. 
Město bylo díky své strategické poloze často terčem nájezdů.
V roce 1206 byl v Láhauru korunován Kutbuddín Ajbak a město se stalo součástí dillíského sultanátu. V roce 1241 vyplenil město Čingischán. V roce 1397 turecký dobyvatel Timur Lenk vpadl do Indie a jeho vojska obsadila i město Láhaur. Timur však město od vypálení ušetřil a udělal z něho centrum provincie, do jehož čela dosadil jednoho ze svých věrných. V 15. století začlenil město do své říše Bahlúl Chán Lodhí.
Láhaur svého největšího rozkvětu dosáhl až po zániku dillíského sultanátu za vlády Mughalů. V roce 1526 v první bitvě u Pánípatu byl poražen poslední dillijský sultán Ibrahím Lodhí a celá jeho říše se dostala do rukou Zahíruddína Muhammada Bábura, zakladatele mughalské dynastie. Mughalové vytvořili z Láhauru jedno z nejhezčích měst své říše. Důkazem toho jsou je císařský palác, Šalimarské zahrady a Bádišáhova mešita postavená mughalským císařem Aurangzébem.
V roce 1801 obsadil město Randžít Sindh a vytvořil z něj hlavní město své říše. Pod britskou správou byly během druhé poloviny 19. století shromážděny movité památky umění Paňdžábu a postavena pro ně velká budova muzea.  

## Památky
Komplex šesti různorodých monumentálních staveb mughalské architektury byl v letech 1981 a 1993 zapsán na seznam světového dědictví UNESCO a následně restauován. Jsou to:
- Bádišáhova mešita, největší svatyně v Pákistánu, postavená v letech 1671-1673, nádvoří má kapacitu pro  modlitbu až 60 tisíc muslimů.
- Pevnost, komplex tří paláců s věžemi ze 17. století
- Císařský palác, někdejší sídlo mughalských vládců
- Wazir Khanova mešita z let 1634-1641, Wazir Khan († 1641) byl lékař a guvernér Paďžbábu
- Akbari saraj, stavba z let 1550-1637
- Zahrady Šálimár, založeny roku 1641; původně je tvořily tři obdélné terasy s pavilóny, vodními plochami, kaskádami a přes 400 fontán; příklad mughalské zahradní architektury.
- Láhaurské muzeum - postaveno britskými kolonisty v letech 1865-1894 ve stylu mughálského historismu, bohaté umělecké i archeologické sbírky z celého Paňdžábu

## Galerie

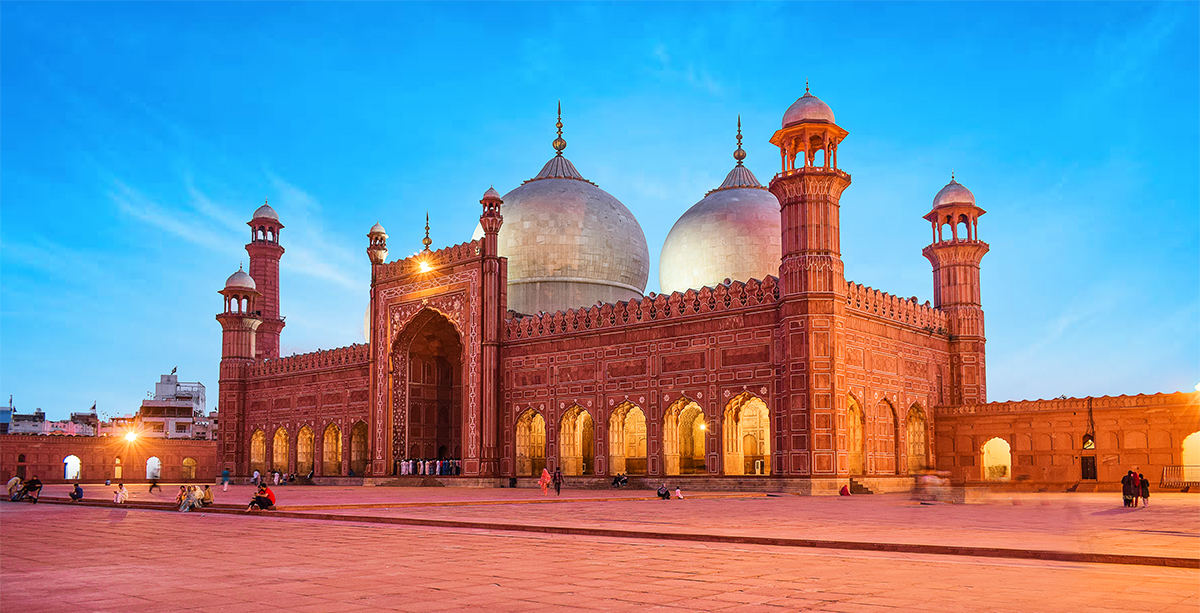
Bádišáhova mešita
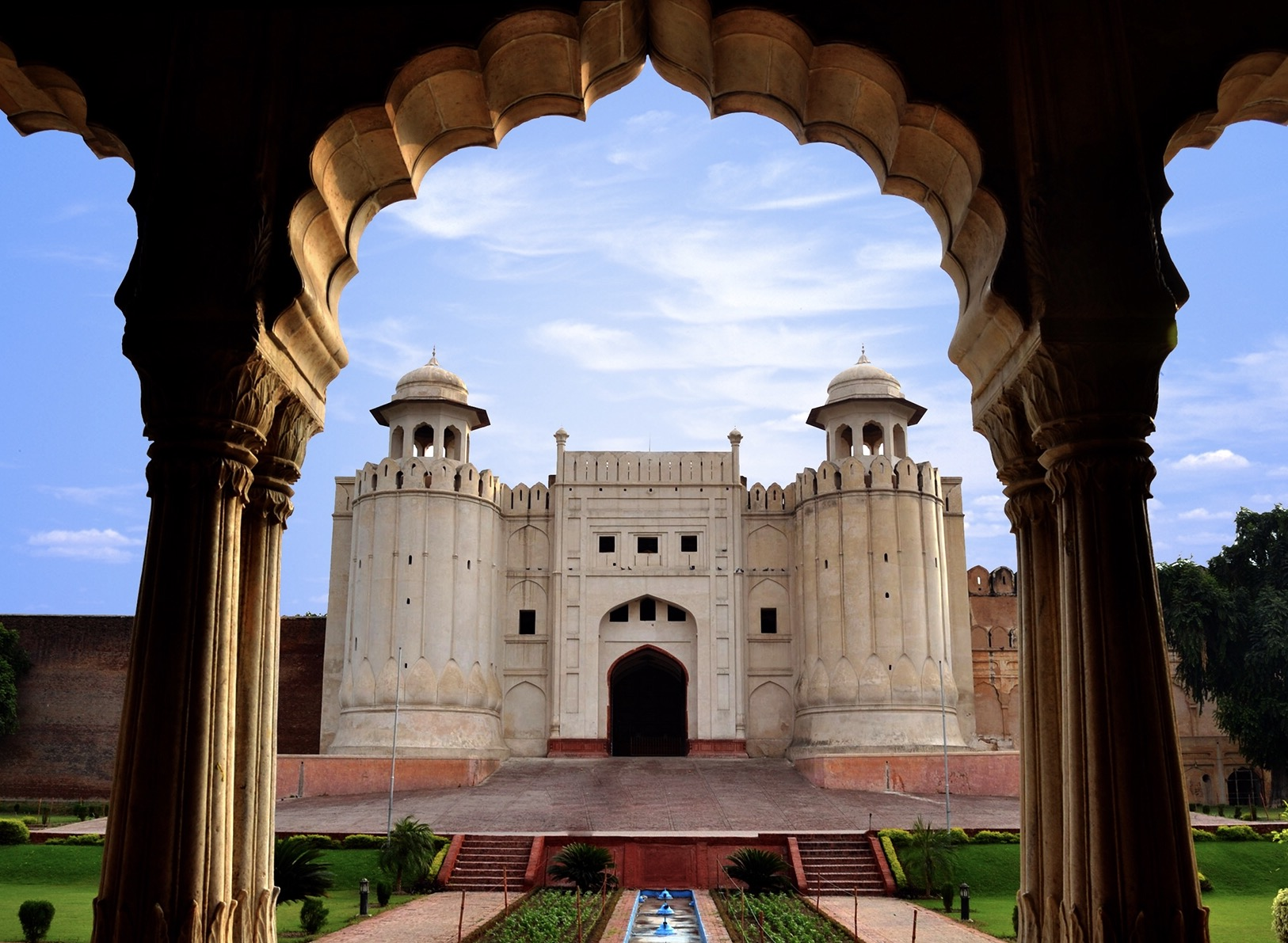
Pevnost
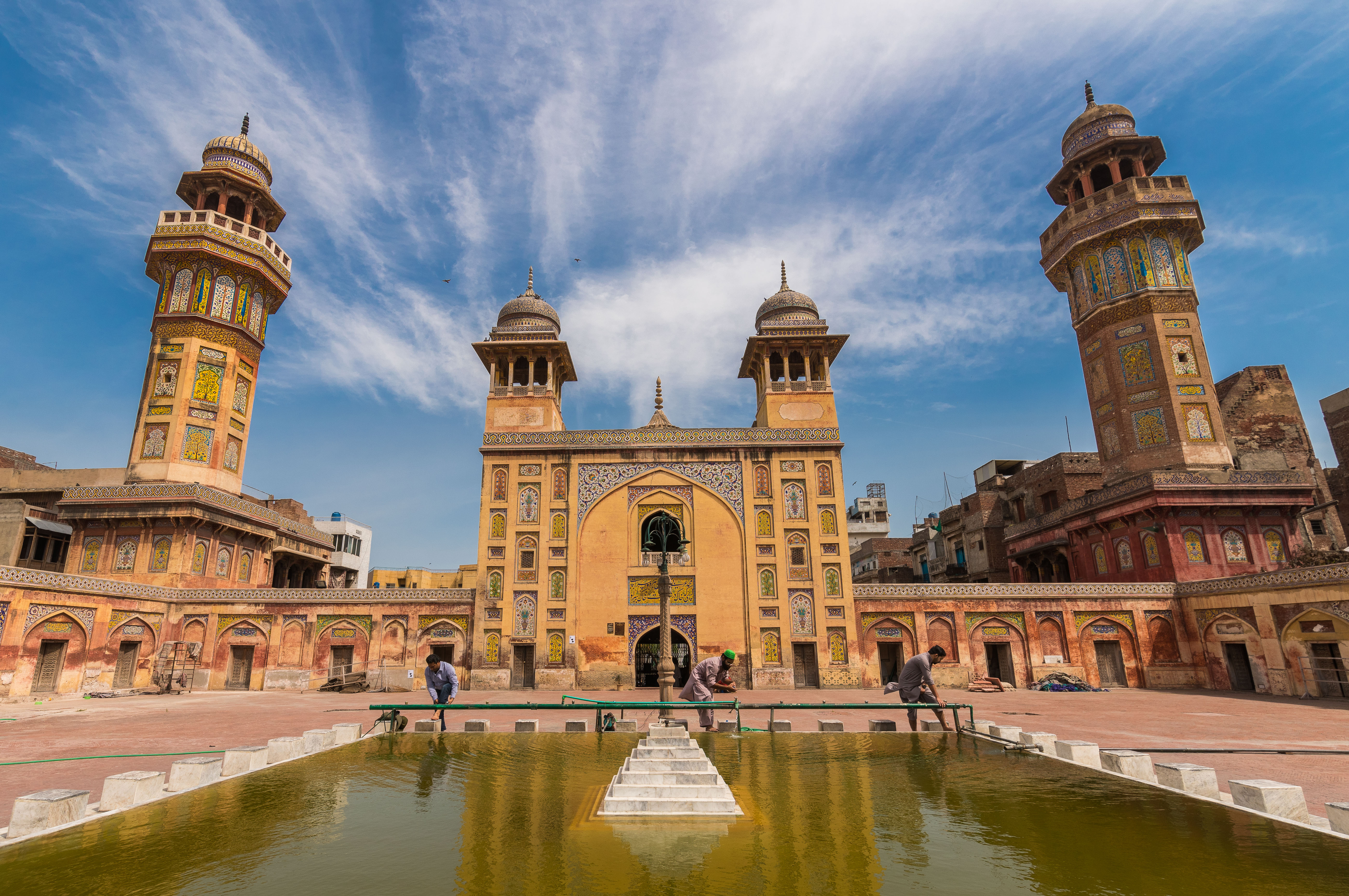
Wazir Khanova mešita
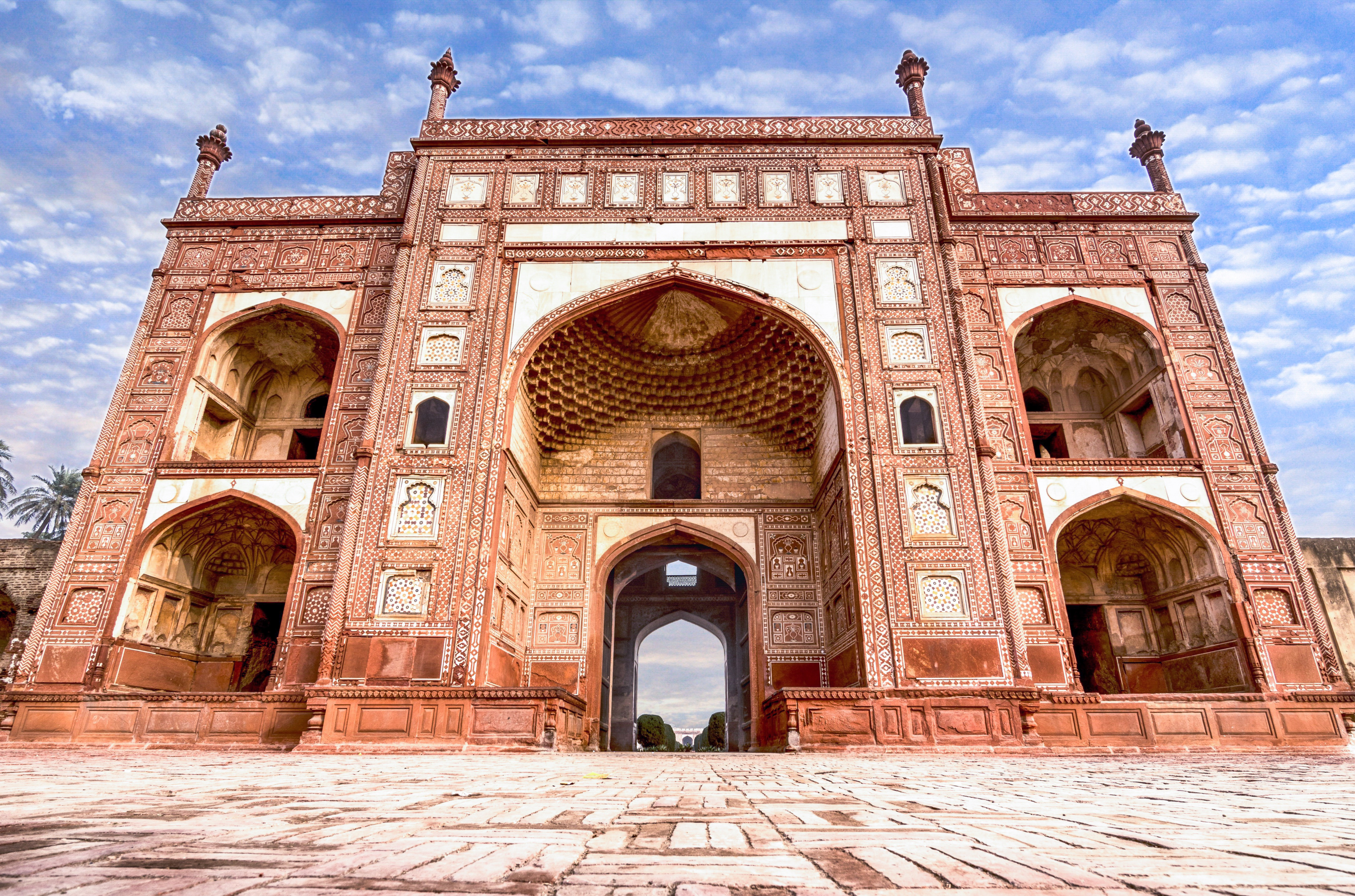
Akbari saraj
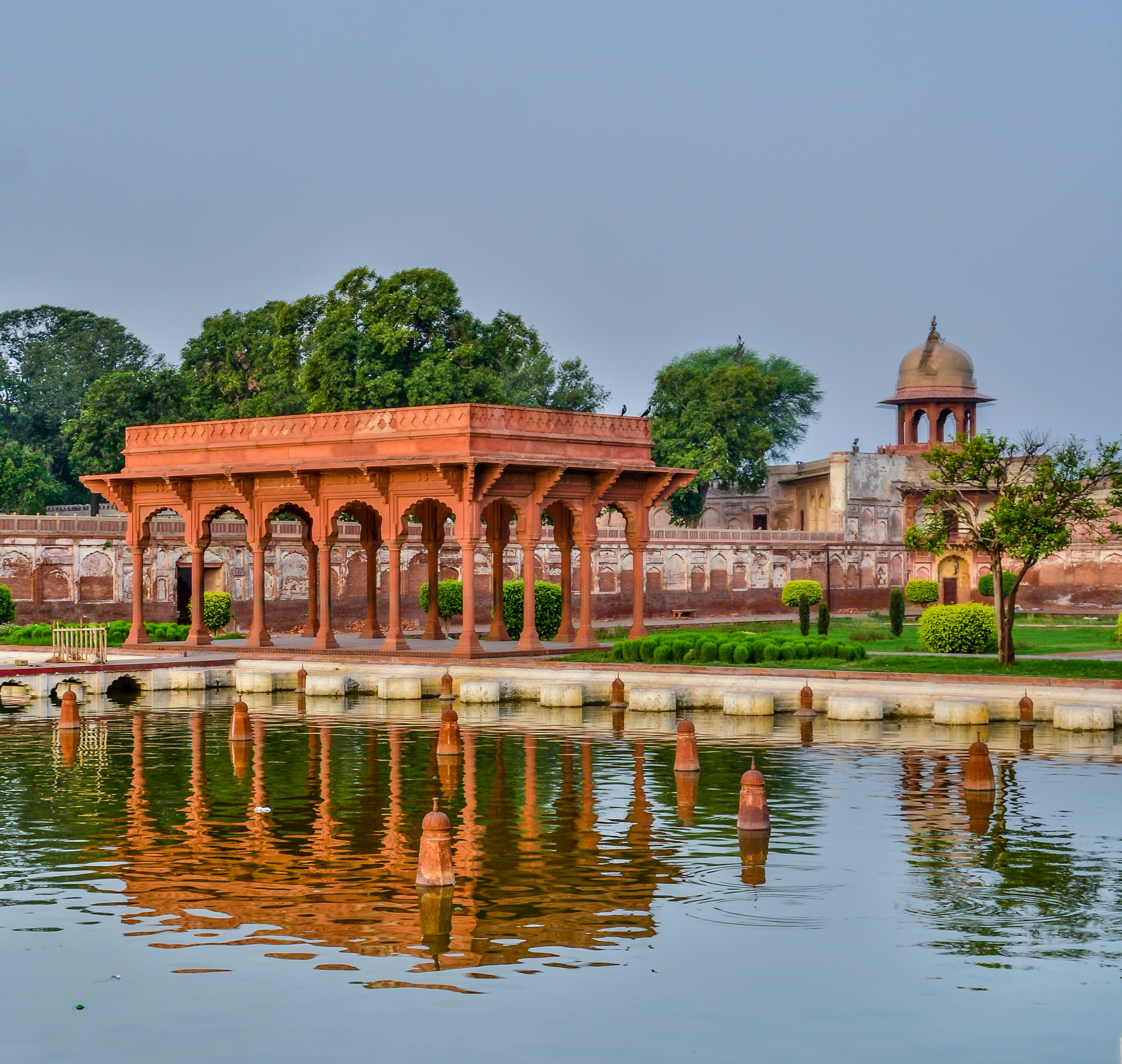
Zahradní pavilón
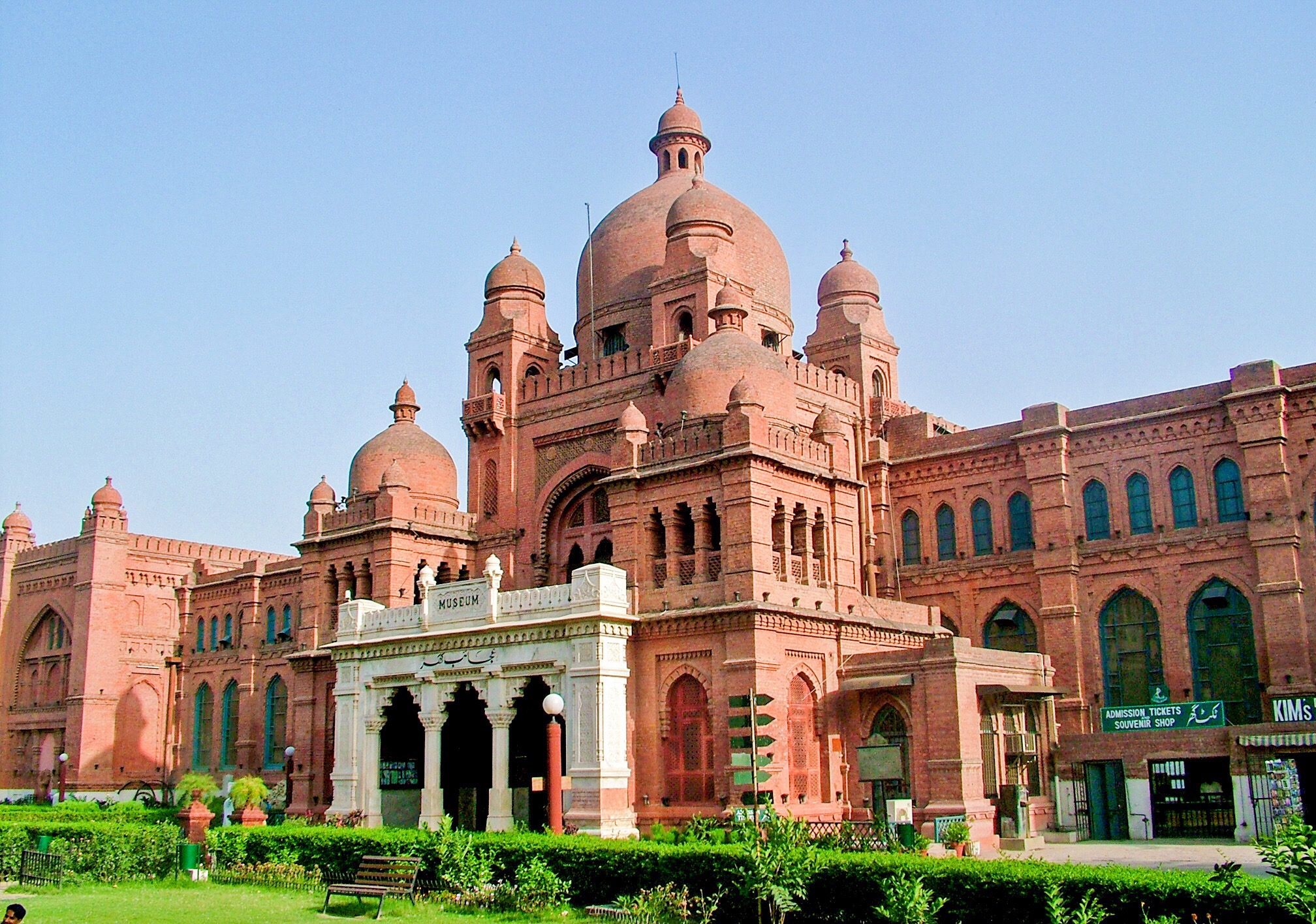
Láhaurské muzeum

## Vzdělání
- Láhaurská univerzita (LUMS) byla založena roku 1986, je první v Pákistánu, má čtyři fakulty a podle údajů své ročenky ve školním roce 2020/2021 patřila mezi 50 nejvýznamnějších asijských univerzit.[1]

## Doprava
V roce 2003 se rozhodlo město kvůli narůstající dopravě vybudovat nové letiště, Letiště Allami Iqbala a nazvalo ho po národním pákistánském básníkovi Allamovi Muhammadu Iqbal, a je to jedna ze základen vlajkové národní letecké společnosti, Pakistan International Airlines. Z tamějšího letiště létají nákladní letadla i na letiště Leoše Janáčka Ostrava.

## Partnerská města
- Bělehrad, Srbsko (2007).
- Istanbul, Turecko (1975).
- Sariwon, Severní Korea (1988).
- Si-an, Čína (1992).
- Kortrijk, Belgie (1993).
- Fès, Maroko (1994).
- Córdoba, Španělsko (1994).
- Samarkand, Uzbekistán (1995).
- Isfahán, Írán (2004).
- Mašhad, Írán (2006).
- Glasgow, Spojené království (2006).
- Chicago, USA (2007).
- Dušanbe, Tádžikistán.
- Fresno, USA